# Wiener Linien

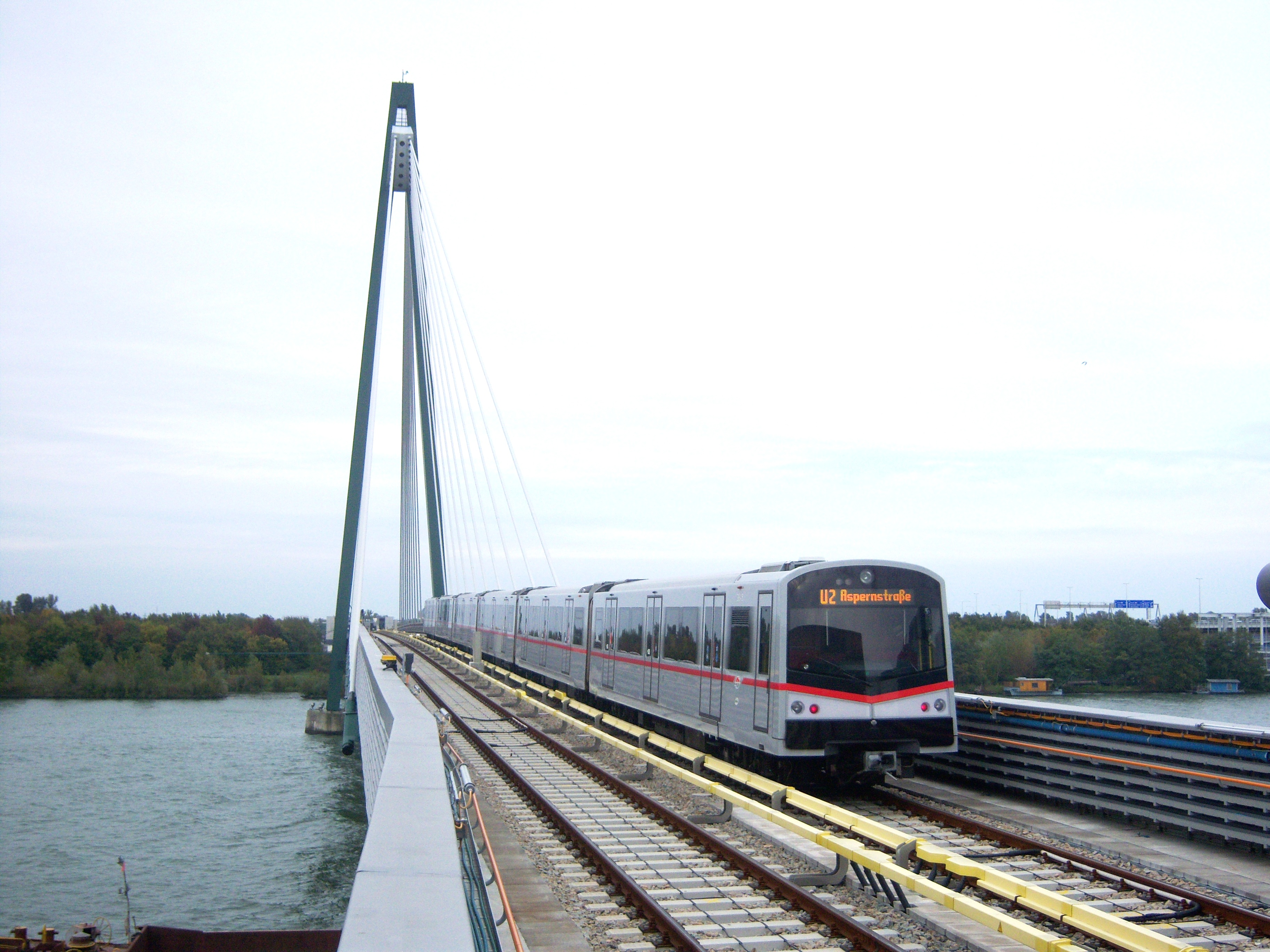
Zug der Linie U2 auf der Donaustadtbrücke (Typ V)

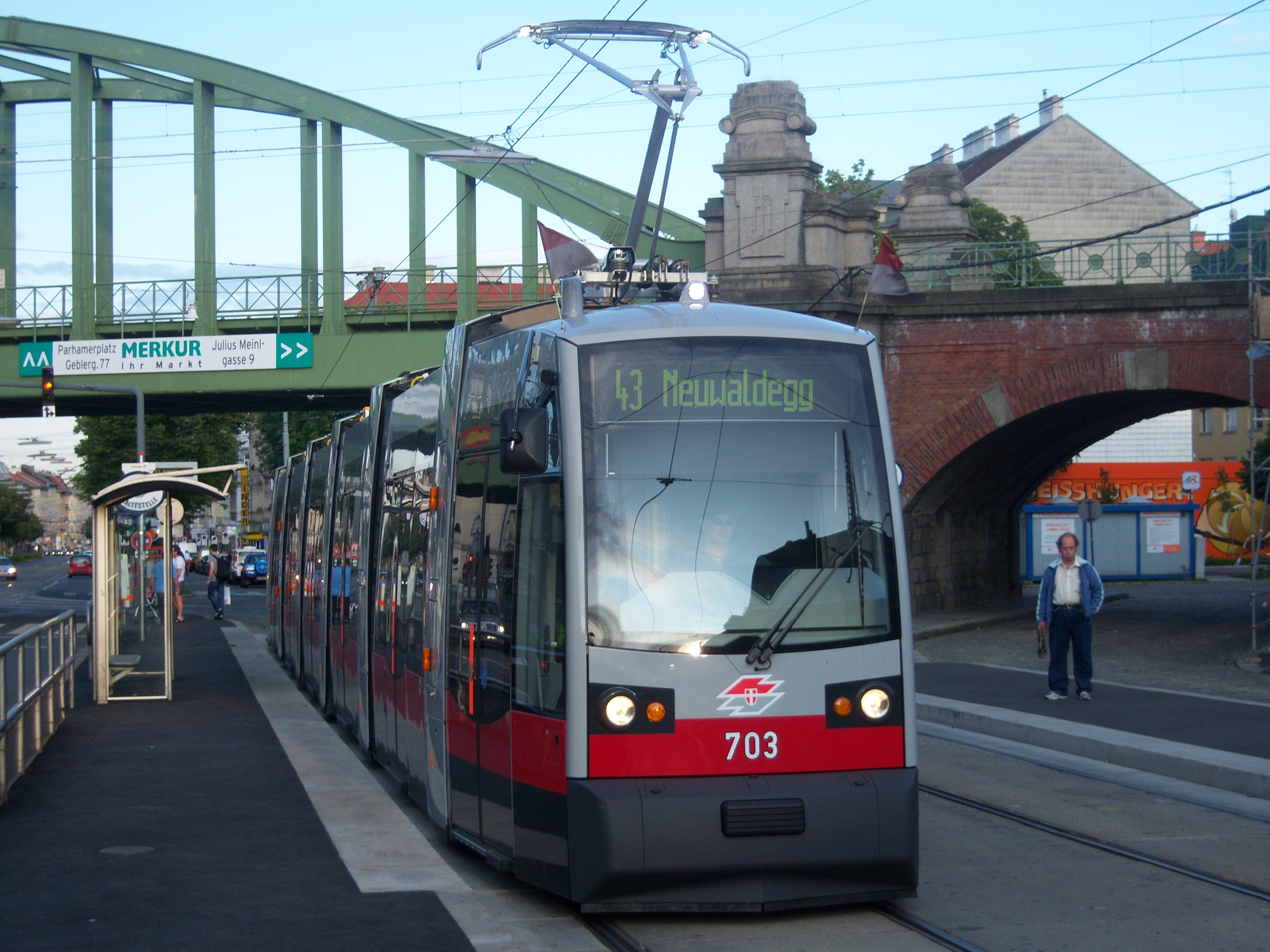
Zug der Linie 43 in Hernals (Typ ULF B_{1})

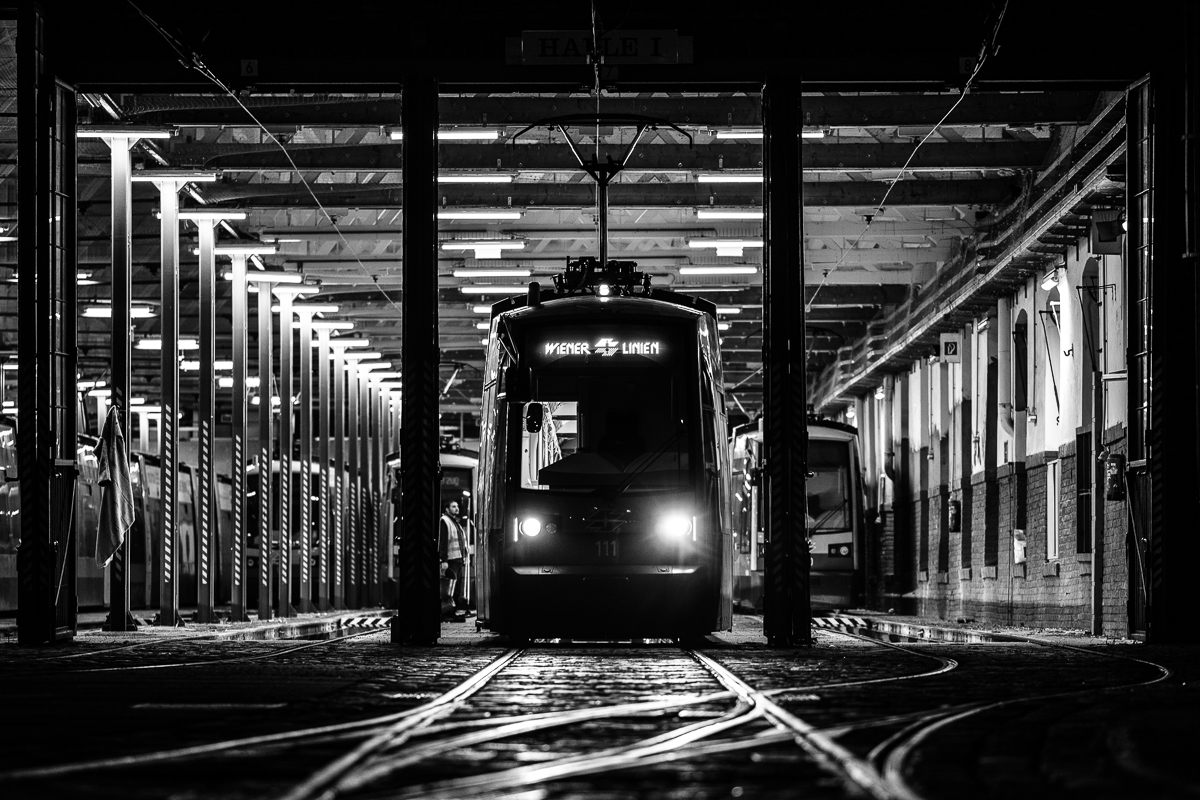
Zug (Typ ULF A_{1}) beim Einfahren in die Remise Rudolfsheim, 1150 Wien

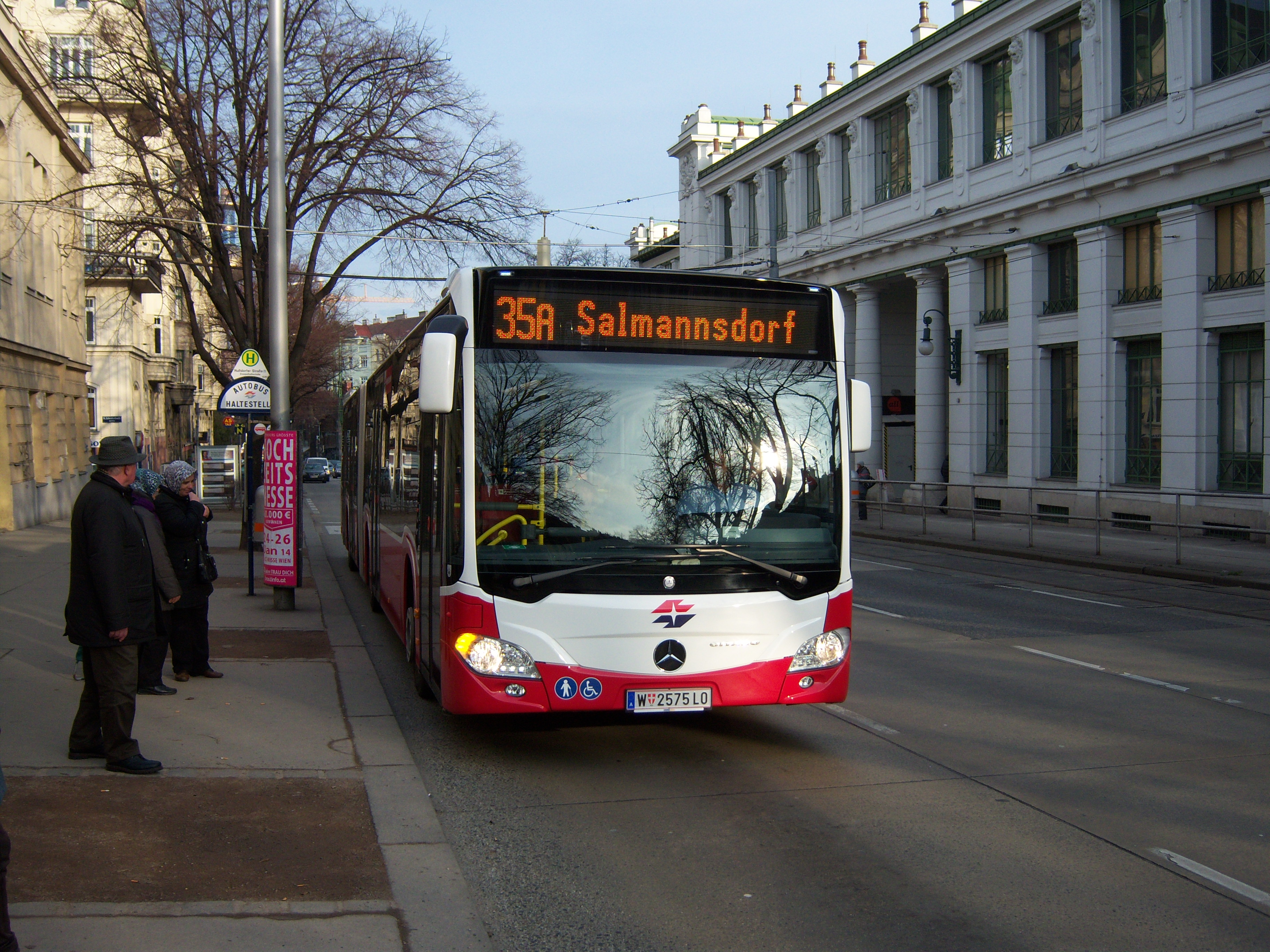
Mercedes-Benz Citaro II Euro-6-Bus auf der Linie 35A

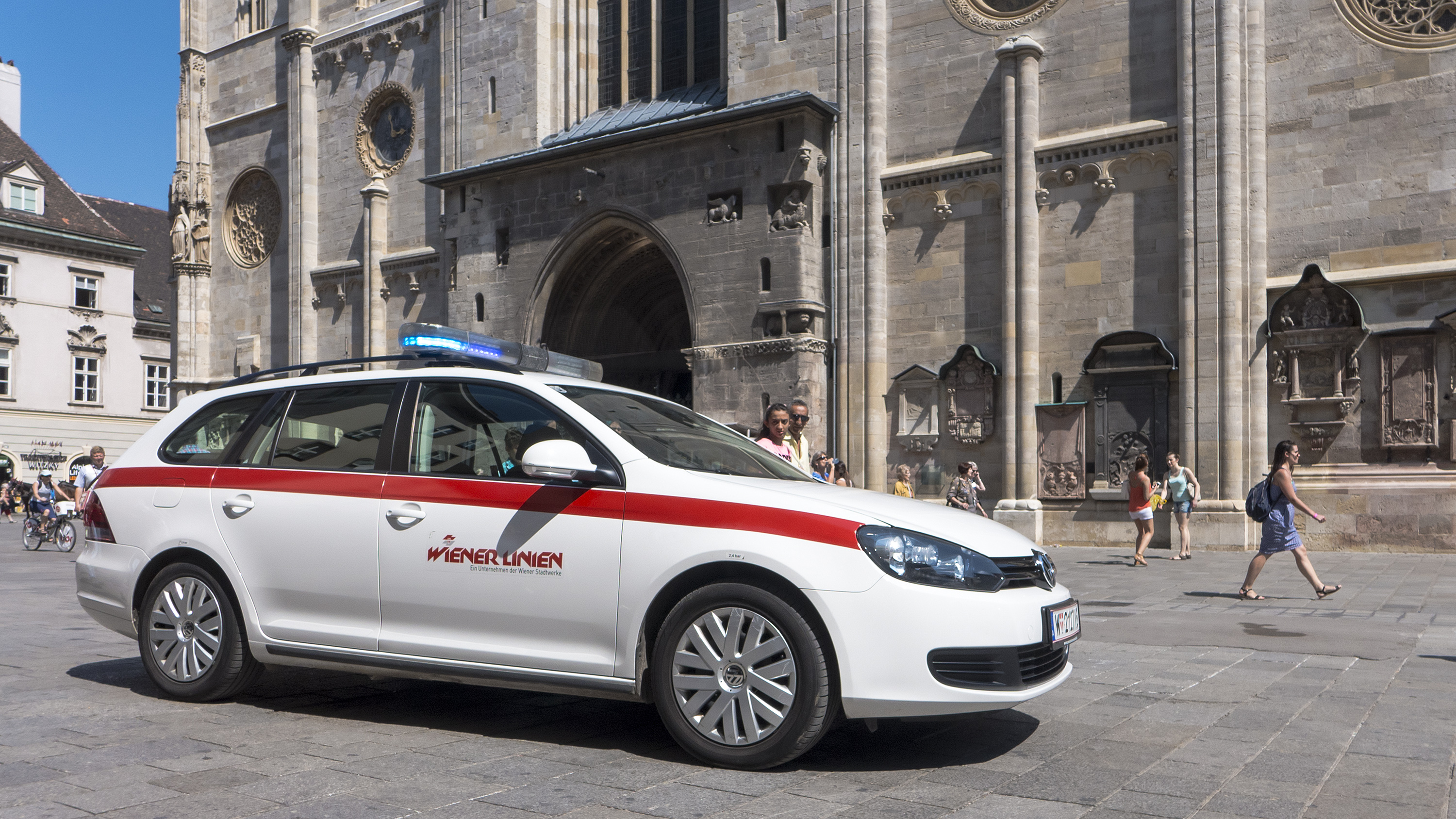
Einsatzfahrzeug der Wiener Linien am Stephansplatz

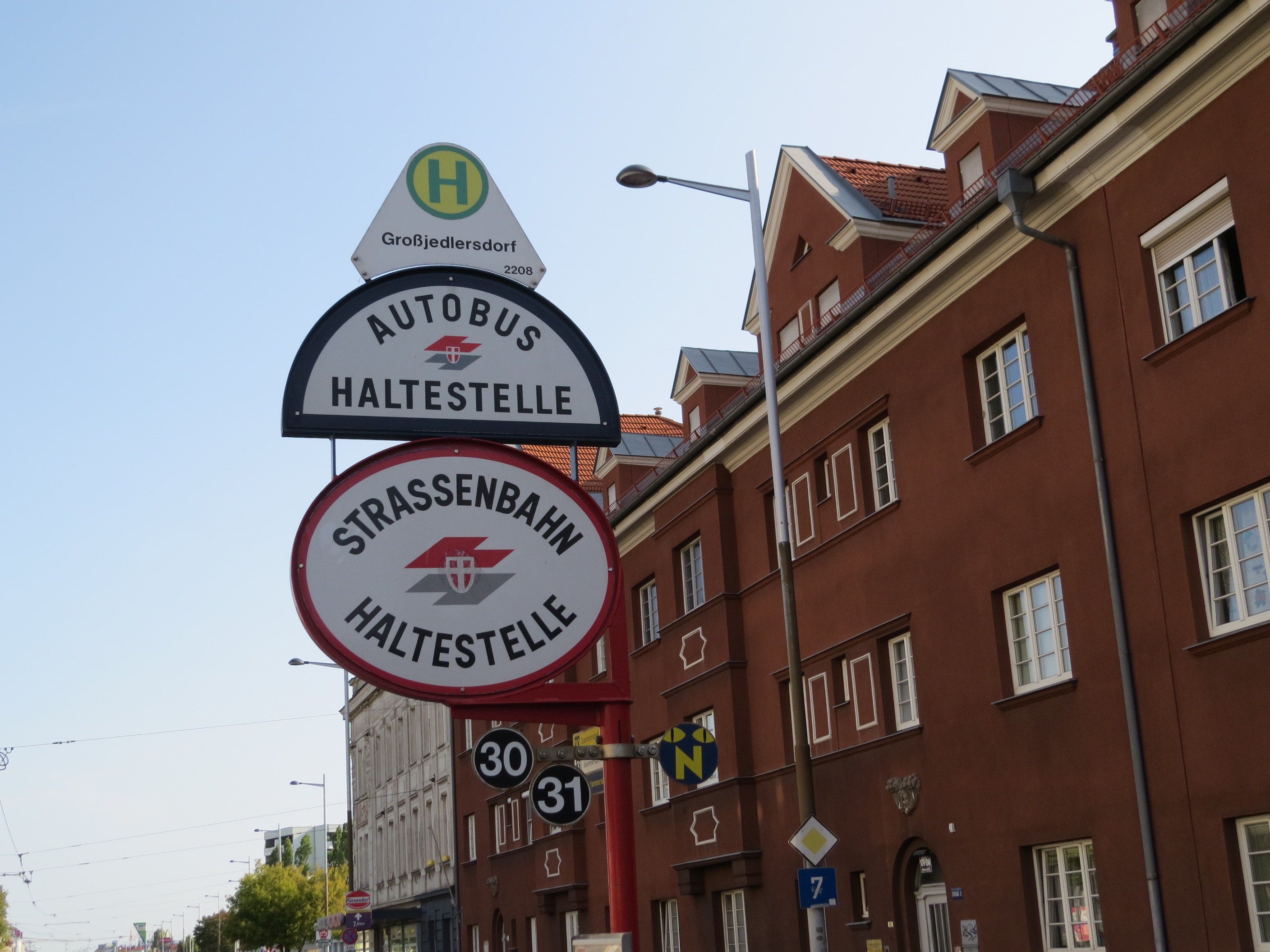
Kombinierte Haltestellenschilder für Straßenbahn (rot) und Autobus (blau, mit Zusatztafel für H-Symbol)

Die Wiener Linien GmbH & Co KG (kurz WL, bis zum 11. Juni 1999 Wiener Stadtwerke – Verkehrsbetriebe) sind der städtische Verkehrsbetrieb der Bundeshauptstadt Wien und Bestandteil der Wiener Stadtwerke GmbH.

## Struktur und Unternehmenskennzahlen
Zwar sind die Wiener Linien nicht mehr, wie fast hundert Jahre lang, Bestandteil der Wiener Stadtverwaltung, ihre strategischen Entscheidungen werden aber nach wie vor von der Wiener Kommunalpolitik getroffen. In der Landesregierung ist seit 24. November 2020 Peter Hanke der für die Wiener Linien verantwortliche Stadtrat.
Die Wiener Linien beschäftigten 2015 8.759 Mitarbeiter und beförderten 939,1 Millionen Passagiere im Jahr. Die Zahl steigt seit den 1970er-Jahren an. Rund ein Viertel aller Fahrgäste sind Schülerinnen und Schüler. Der Umsatz betrug 2015 503,1 Millionen Euro. Besonders der Verkauf von Jahreskarten erhöhte sich seit der Einführung des 365-Euro-Tickets im Jahre 2012 stark. Während es 2010 noch 356.838 Jahreskartenbesitzer gab, waren es 2015 711.250 Personen und 2024 bereits fast 1,3 Millionen. In Wien wurden 34 % aller Wege mit den öffentlichen Verkehrsmitteln zurückgelegt.
Die öffentliche Verkehrsinfrastruktur zählt nach einer von Siemens in Auftrag gegebenen Mobilitätsstudie zu den weltweit leistungsstärksten. Obwohl nur auf Platz 179 der größten Metropolregionen der Welt, betreibt Wien das sechstgrößte Straßenbahnnetz weltweit. Mit 510 Millionen Fahrgästen jährlich zählte die U-Bahn im Jahr 2009 als fünftgrößte in der EU (wobei erst seit 2012 in Wien dazu Fahrgastzählungen durchgeführt werden, mit deutlich geringeren Zahlen).
Bis 2022 wurden die Fahrgäste der Wiener Linien in einem Fahrgastbeirat gehört und konnten Vorschläge für Verbesserungen einbringen. Die Mitglieder wurden jeweils für vier Jahre berufen. Nach der Abschaffung dieses Gremiums wurde die Öffi-Denkwerkstatt ins Leben gerufen, welche regelmäßig Workshops, Umfragen und Diskussionsrunden veranstaltet.

### Fahrgastentwicklung seit 2003
| Jahr   | U-Bahn       | Straßenbahn  | Bus          | Gesamt     |
| ------ | ------------ | ------------ | ------------ | ---------- |
| 2003   | 409,7 Mio.   | 203,8 Mio.   | 108,6 Mio.   | 722,1 Mio. |
| 2004   | 420,2 Mio.   | 204,7 Mio.   | 110,5 Mio.   | 735,4 Mio. |
| 2005   | 427,4 Mio.   | 207,7 Mio.   | 111,7 Mio.   | 746,8 Mio. |
| 2006   | 450,0 Mio.   | 204,7 Mio.   | 117,5 Mio.   | 772,2 Mio. |
| 2007   | 476,6 Mio.   | 200,4 Mio.   | 116,0 Mio.   | 793,0 Mio. |
| 2008   | 498,2 Mio.   | 190,5 Mio.   | 115,0 Mio.   | 803,7 Mio. |
| 2009   | 510,2 Mio.   | 186,9 Mio.   | 114,7 Mio.   | 811,8 Mio. |
| 2010   | 534,4 Mio.   | 189,9 Mio.   | 114,4 Mio.   | 838,7 Mio. |
| 2011   | 567,6 Mio.   | 193,8 Mio.   | 113,6 Mio.   | 875,0 Mio. |
| 2012 1 | 444,4 Mio. 1 | 295,1 Mio. 1 | 167,1 Mio. 1 | 906,6 Mio. |
| 2013   | 428,8 Mio.   | 293,6 Mio.   | 177,6 Mio.   | 900,0 Mio. |
| 2014   | 439,8 Mio.   | 304,8 Mio.   | 186,6 Mio.   | 931,2 Mio. |
| 2015   | 440,0 Mio.   | 298,0 Mio.   | 201,1 Mio.   | 939,1 Mio. |
| 2016   | 440,1 Mio.   | 305,8 Mio.   | 208,3 Mio.   | 954,2 Mio. |
| 2017   | 453,6 Mio.   | 305,8 Mio.   | 202,3 Mio.   | 961,7 Mio. |
| 2018   | 463,1 Mio.   | 305,5 Mio.   | 197,3 Mio.   | 965,9 Mio. |
| 2019   | 459,8 Mio.   | 304,8 Mio.   | 196,1 Mio.   | 960,7 Mio. |
| 2020   | 265,1 Mio.   | 186,1 Mio.   | 122,8 Mio.   | 574,0 Mio. |
| 2021   | 271,9 Mio.   | 200,6 Mio.   | 123,3 Mio.   | 595,8 Mio. |
| 2022   | 348,5 Mio.   | 246,5 Mio.   | 152,4 Mio.   | 747,4 Mio. |
| 2023   | 352,4 Mio.   | 273,4 Mio.   | 166,2 Mio.   | 792,0 Mio. |
| 2024   |              |              |              | 873,0 Mio  |

(Quelle: Statistisches Jahrbuch der Stadt Wien – Wien in Zahlen)

## Streckennetz
Die Linienlänge ist jene Gesamtlänge, die sich ergibt, wenn man die Streckenlänge jeder Verkehrslinie addiert – benutzen also mehrere Straßenbahnlinien denselben Streckenabschnitt, so werden sie dennoch addiert. Die Betriebslänge gibt hingegen die Länge des gesamten fahrplanmäßig genutzten Gleisnetzes an, also ohne Mehrfachzählungen.
Die Passagierzahlen der Wiener Linien steigen seit 1995 stetig an und auch am Netzausbau wird laufend gearbeitet. Im Jahr 2023 gab es:
- 5 U-Bahn-Linien mit 83,0 Kilometern Linienlänge (83,9 km Betriebslänge, 253,1 km Gesamtgleislänge) und 352,4 Millionen Passagieren
- 28 Straßenbahnlinien mit 222,7 Kilometer Linienlänge (229,8 km Betriebslänge, 419,0 km Gesamtgleislänge) und 273,4 Mio. Passagieren
- 134 Buslinien (inkl. Auftragsverkehr und Nachtbusse) mit insgesamt 885,8 km Linienlänge und 166,2 Mio. Passagieren[4]

Die Linien mit den meisten Passagieren 2013 waren:
| Verkehrsmittel | U-Bahn   | Straßenbahn  | Linienbus           |
| -------------- | -------- | ------------ | ------------------- |
| Platz 1        | 113 Mio. | 29,5 Mio. 11 | 13,0 Mio. 13A       |
| Platz 2        | 112 Mio. | 26,5 Mio. 43 | 11,3 Mio. 11A / 11B |
| Platz 3        | 108 Mio. | 21,5 Mio. 26 | 09,9 Mio. 14A       |

Im Auftragsverkehr werden Buslinien von Subunternehmen betrieben, die auch eigene Linien in und um Wien betreiben. Dazu kommen noch Anrufsammeltaxis.
Die meisten Tages-Linien verkehren ca. von 5:00 bis 0:30 Uhr. Zur Hauptverkehrszeit werden viele Linien im Zwei- bis Fünf-Minuten-Intervall betrieben, in den Abendstunden verkehrt die U-Bahn im 7½-Minuten-Intervall, Straßenbahn- und Buslinien im Zehn- oder 15-Minuten-Takt. In der Zeit von 0:30 bis 5:00 Uhr verkehren die Nachtlinien im Abstand von 15 Minuten (U-Bahn in den Nächten vor Samstagen, Sonntagen und Feiertagen) beziehungsweise 30 Minuten (Nachtbusse). Seit Juli 2020 fahren auch die Nachtbuslinien N8, N25, N60 und N66 im 15-Minuten-Takt. Im Durchschnitt nutzen pro Nacht knapp 45.000 Fahrgäste die U-Bahn. Insgesamt haben sich die Fahrgastzahlen im Nachtbetrieb seit dem Start der Nacht-U-Bahn etwa verdreifacht. Die bisher meisten Fahrgäste verzeichnete die Nacht-U-Bahn in der Silvesternacht mit rund 145.000 Fahrgästen.
Tariflich sind die Wiener Linien integriert in den Verkehrsverbund Ost-Region (VOR). Das Netz der Wiener Linien liegt zur Gänze in dessen Kernzone (Zone 100). Schüler, Studenten, Sozialhilfeempfänger und Menschen ab 65 Jahren werden zu stark ermäßigten Tarifen befördert. Fahrräder werden kostenlos befördert. Allerdings ist deren Mitnahme nur in der U-Bahn zu bestimmten Zeiten erlaubt.

### U-Bahn
Die Wiener U-Bahn existiert unter dieser Bezeichnung seit 1976, als die zwischen 1898 und 1901 eröffnete Wiener Dampfstadtbahn – aus der 1925 die Wiener Elektrische Stadtbahn hervorging – zwischen den beiden Stationen Heiligenstadt und Friedensbrücke versuchsweise für den U-Bahn-Verkehr adaptiert wurde und als Linie U4 in Betrieb ging. Dem Bau der U-Bahn gingen jahrzehntelange politische Diskussionen voraus, da die sozialdemokratische Mehrheit in Wien vorerst andere Verkehrsmittel bevorzugte. Das erste Teilstück einer neu gebauten U-Bahn-Strecke wurde 1978 in Betrieb genommen (Linie U1 von Reumannplatz bis Karlsplatz). Das Wiener U-Bahn-Netz besteht zurzeit aus fünf U-Bahn-Linien, umfasst 109 Stationen und ist rund 80 Kilometer lang:
- Oberlaa ↔ Leopoldau
- Seestadt ↔ Karlsplatz (28. Mai 2021 – 6. Dezember 2024: Seestadt ↔ Schottentor; 2030: Seestadt ↔ Matzleinsdorfer Platz)[14]
- Ottakring ↔ Simmering
- Hütteldorf ↔ Heiligenstadt
- (ab 2026:  Frankhplatz – Altes AKH ↔ Karlsplatz)
- Siebenhirten ↔ Floridsdorf

### Straßenbahn
Die Wiener Straßenbahn existiert seit 1865, als die erste Pferdetramway ihren Fahrbetrieb aufnahm; 1897 wurde die erste Linie elektrisch betrieben. Ursprünglich von privaten Verkehrsunternehmen geführt, wurde die Straßenbahn um 1900 von der Stadtverwaltung aufgekauft und in den folgenden Jahrzehnten unter dem Betriebsnamen Gemeinde Wien – Städtische Straßenbahnen massiv ausgebaut. 1925 wurde die auf Kosten der Stadt elektrifizierte Stadtbahn in das Verkehrsnetz integriert. Die Straßenbahn war bis zum U-Bahn-Bau Hauptträger des öffentlichen Verkehrs in Wien.
Nach 1945 wurden zahlreiche Linien zugunsten des Kraftfahrzeugverkehrs aufgelassen bzw. wegen Unwirtschaftlichkeit durch Buslinien ersetzt. Im Zuge des U-Bahn-Baues wurden ab 1978 Straßenbahnlinien, die parallel zu U-Bahn-Strecken verliefen, eingestellt. Trotzdem ist das Straßenbahnnetz in Wien auch heute noch eines der größten der Welt. Derzeit verkehren 28 Linien mit einer Linienlänge von 229,8 km. Zwar kommt es aufgrund des U-Bahn-Ausbaus zu vereinzelten Einstellungen, es werden aber auch Neubaustrecken und neue Streckenabschnitte geplant.

### Bus
Autobuslinien wurden von der Stadt Wien in den 1920er Jahren eingeführt, größere Bedeutung erlangten sie erst, als die städtische Siedlungstätigkeit in Außenbezirken zusätzliche Verkehrsverbindungen verlangte und als viele Straßenbahnlinien im dicht bebauten Gebiet durch Autobusbetrieb ersetzt wurden.
Die 134 Stadtbuslinien inklusive der Nachtbuslinien werden fast gänzlich von den Wiener Linien und von ihnen beauftragen Subunternehmen betrieben. Einige Linien verkehren gänzlich oder zu bestimmten Zeiten als Rufbus.
2013 wurden auf etwa 774 Kilometer Linienlänge 469 Busse eingesetzt, die 178 Millionen Fahrgäste beförderten.
Auf den Linien 2A und 3A verkehren seit Ende 2012 Batteriebusse. Im Zuge der Erneuerung wurde die Flotte der Wiener Linien von Flüssiggasbetrieb auf Dieselbetrieb umgestellt, derzeit werden alternative Antriebsformen getestet. Zwischen 1946 und 1958 betrieben die WVB außerdem den Oberleitungsbus Wien (Linie 22), er verkehrte zwischen dem Währinger Gürtel und Salmannsdorf.
Außerdem werden auf der Buslinie 39A ab vsl. Sommer 2025 Wasserstoffbusse von CaetanoBus fahren.

## Laufender Betrieb

### Kundenservice
Das Kundenzentrum der Wiener Linien befindet sich seit 1994, zusammen mit der Direktion, in Erdberg in unmittelbarer Nähe zur gleichnamigen U-Bahn-Station. An mehreren wichtigen U-Bahn-Knotenpunkten befinden sich zudem Info- und Ticketverkaufsstellen.

### Direktionsgebäude
Das Direktionsgebäude steht im Eigentum der WIENER LINIEN Direktionsgebäude GmbH und wird auch von dieser verwaltet. Gesellschafter sind die WIENER LINIEN GmbH & Co KG sowie die WIENER LINIEN Verkehrsprojekte GmbH.

### Durchsagen an die Fahrgäste
In allen Fahrzeugen werden nach einem Gong die nächste Station sowie die Umsteigemöglichkeiten (unter Franz Kaida auch Infrastruktureinrichtungen) angesagt. In den Stationen selbst werden überdies Störungsmeldungen und sicherheitsrelevante Informationen kommuniziert. Dies wurde erstmals in den 1960er Jahren in den damals auf schaffnerlosen Betrieb umgestellten Straßenbahnen eingeführt. Seit diesem Zeitpunkt war Franz Kaida die „Stimme der Wiener Linien“. Er war damals Leiter des sicherheitstechnischen Dienstes und ist mittlerweile pensioniert.
Im Rahmen einer neu zu schaffenden „akustischen Identität“ wurde ab 2012 der akustische Auftritt der Wiener Linien überarbeitet. Für sämtliche Durchsagen gibt es seit Jänner 2013 in der U-Bahn, seit Mai 2013 bei der Straßenbahn und seit Herbst 2013 in den Bussen nur noch eine Stimme. Da eine Umfrage ergab, dass die Mehrheit der Passagiere eine Frauenstimme wünscht, wurde in einem Auswahlverfahren, an dem auch die Fahrgäste teilnehmen konnten, eine neue weibliche Sprecherin gesucht. Ausgewählt wurde die Stimme der österreichischen Schauspielerin Angela Schneider. Sie spricht seitdem alle Stationsansagen und fallweise auch Störungsmeldungen sowie Werbekampagnen der Wiener Linien.
Zudem wurden sämtliche Signaltöne, wie der Warnton an den U-Bahn-Türen oder der Haltestellengong, ersetzt.

### App
Von 2009 bis 2020 existierte die Software qando, ein mobiler Fahrplanservice für alle öffentlichen Verkehrsmittel in Wien. Die Fahrgäste konnten neben den Planzeiten auch Echtzeitinformationen abrufen, Fahrkarten erwerben und ihre Reiseroute planen. Auf Straßenbahnrouten wurde auch angezeigt, ob auf der nächsten Fahrt ein ULF (Niederflurfahrzeug) eingesetzt wird.
In das System wurden auch aktuelle Störungsmeldungen eingespielt. Dieser Service wurde von den Wiener Linien und dem Verkehrsverbund Ost-Region (VOR) kostenlos für mobile Endgeräte zum Download bereitgestellt.
Die App qando existierte auch im Salzburger Verkehrsverbund SVV, bei Klagenfurt Mobil, bei den Linz Linien sowie bei den Graz Linien.
Die Software wurde mit März 2020 aus den App-Stores für iOS/Android entfernt und durch die neue App WienMobil ersetzt.

## Sicherheitsdienst

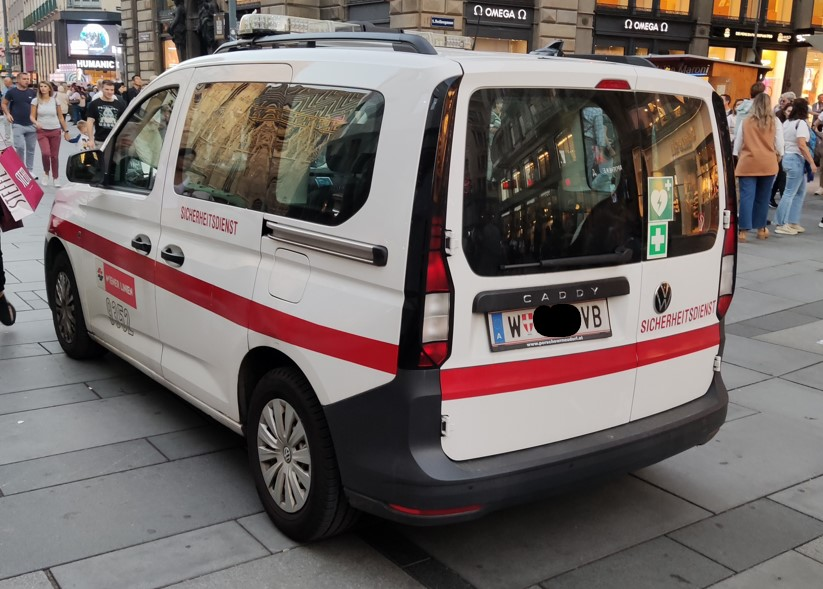
Fahrzeug des Sicherheitsdienstes

Im Jahr 2017 wurde der Sicherheitsdienst Wiener Linien Security geschaffen, der die Einhaltung der Hausordnung vor allem im U-Bahnbereich überwacht. Im Jahr 2019 sollen insgesamt 120 Mitarbeiter beschäftigt sein, die zu ihrem Schutz mit Stichschutzwesten, Body-Cams und Pfeffersprays ausgerüstet sind. Seit 2019 sind die Securities als Eisenbahnaufsichtsorgane auch mit dem Festnahmerecht ausgestattet.

## Weitere Informationen

### Betrieb am 1. Mai

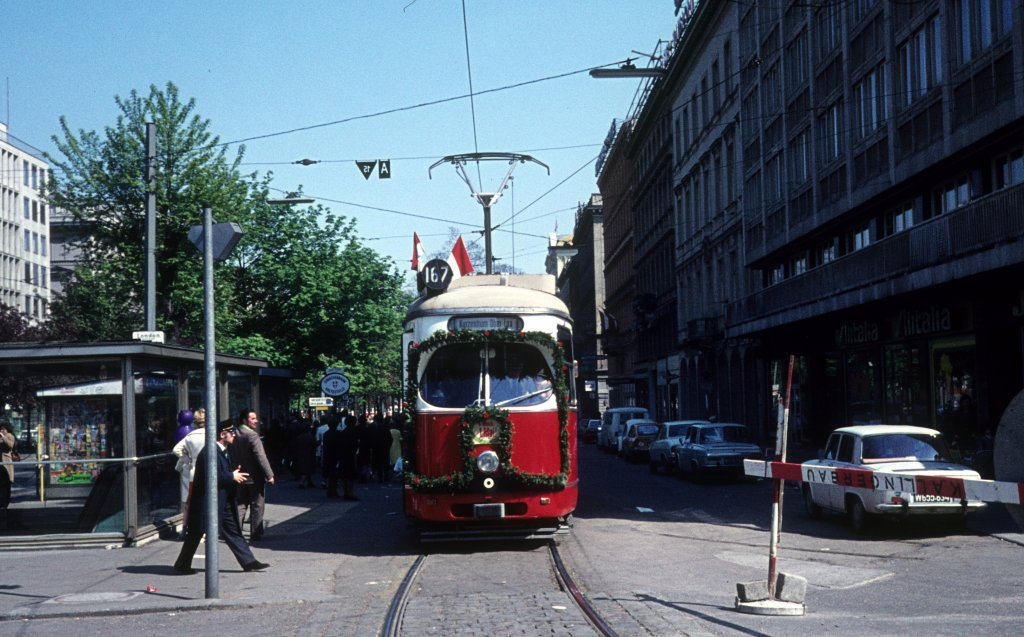
Geschmückter Straßenbahnzug der Linie 167 am 1. Mai 1976

Von 1913 bis 1998 begann der Betrieb am 1. Mai erst um 13:30 oder 14:00 Uhr, um den Arbeitnehmern die Möglichkeit zu geben, am Maiaufmarsch teilzunehmen, wenngleich dies der Betriebspflicht widersprach und auch nicht im Fahrplan kommuniziert wurde. Das erste Fahrzeug jeder Linie fuhr dann, an der Vorderfront festlich geschmückt, mit grünen Girlanden, Blumen und Wiener Flagge aus. Unterbrochen wurde dies durch den Ersten Weltkrieg und von 1934 bis 1945 durch den Ständestaat, die Zeit des Nationalsozialismus und den Zweiten Weltkrieg. Am 1. Mai 1934 kämpften Tramwayfahrer gegeneinander, weil die einen am Vormittag fahren wollten, die anderen nicht.
Im Jahr 1998 beschloss der Gemeinderat ganztägigen Betrieb, die Gewerkschaft legte sich jedoch quer. Dies führte zur historisch einmaligen Notlösung, dass die Verkehrsbetriebe vier private Busunternehmen beauftragten, den Verkehr an diesem Vormittag auf den Nachtbusstrecken durchzuführen. Dies war auch das letzte Jahr, in dem die Fahrzeuge geschmückt wurden.
Seit 1999 wird ganztägig der gewöhnliche Feiertagsfahrplan gefahren, nur auf der Ringstraße gibt es die bei Großveranstaltungen üblichen Umleitungen oder Kurzführungen.

### Tramwaytag
Seit 1985 findet jährlich der Tramwaytag statt. Jedes Jahr veranstaltet ein anderer Betriebsbahnhof oder eine andere Betriebsgarage diesen Tag der offenen Tür. Im Rahmen einer Fahrzeugschau werden den Besuchern Alt- und Neufahrzeuge präsentiert und Oldtimer-Rundfahrten angeboten. Außerdem gibt es Einblicke in den jeweiligen Betriebsbereich des Veranstaltungsortes.

### Verkehrsmuseum Remise

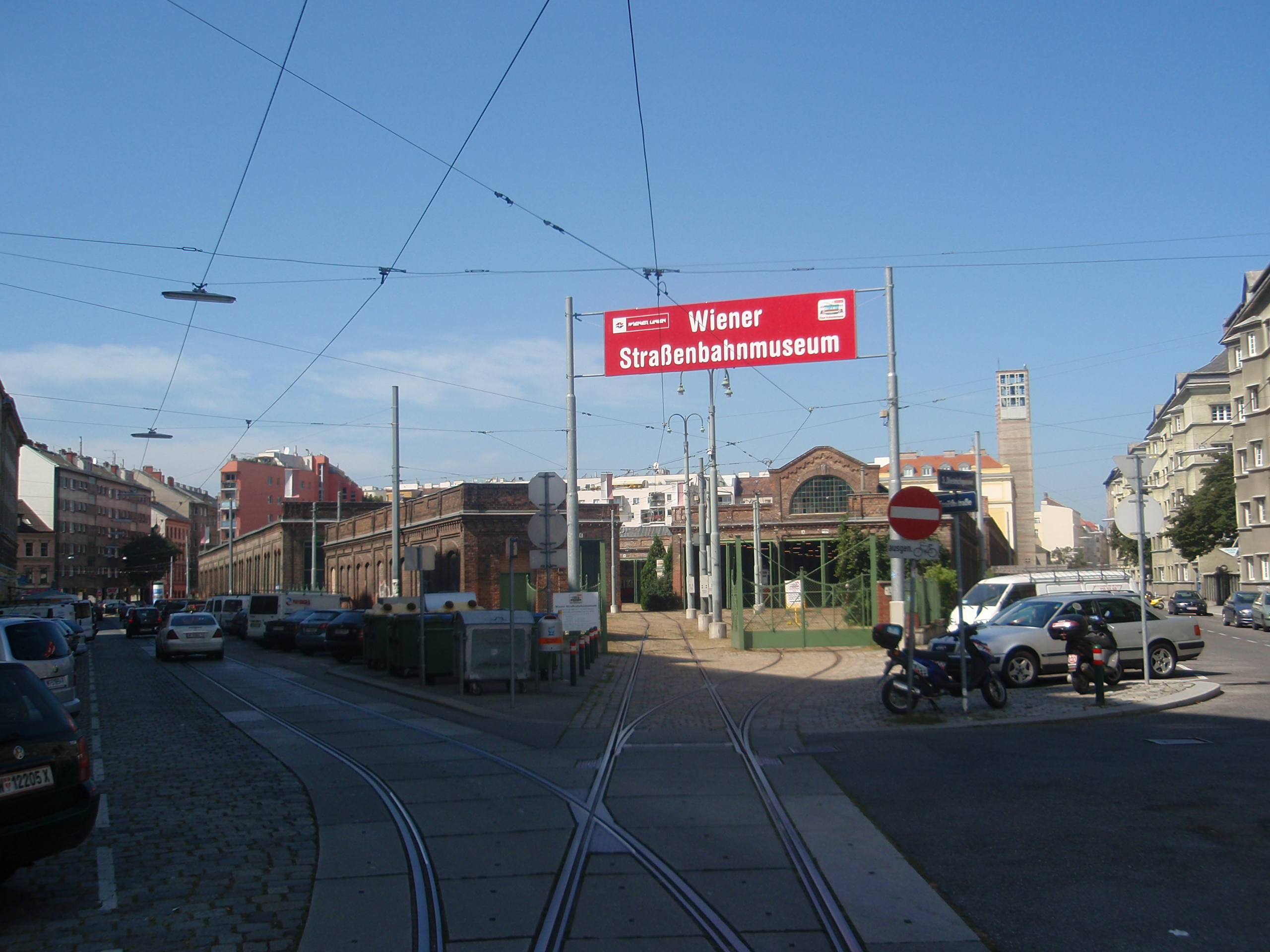
Straßenbahnmuseum vor dem Umbau

Im ehemaligen Betriebsbahnhof Erdberg wurde 1992 als Nachfolger des Wiener Tramwaymuseums das Wiener Straßenbahnmuseum, das heutige Verkehrsmuseum Remise, eröffnet. Das Museum war und ist dem öffentlichen Stadtverkehr gewidmet und das größte Straßenbahnmuseum der Welt, das sich mit dem öffentlichen Verkehr einer einzigen Stadt beschäftigt. Der Schwerpunkt der Sammlung des Verkehrsmuseums liegt in einer möglichst kompletten Dokumentation originaler historischer Straßenbahnfahrzeuge und Autobusse, die in Wien eingesetzt worden sind. Das Museum zählt zu den umfangreichsten Originalsammlungen weltweit. 2013 wurde das Straßenbahnmuseum geschlossen und am 13. September 2014 als Verkehrsmuseum Remise mit neuer Gestaltung (Museum des öffentlichen Verkehrs) wiedereröffnet.

## Kritik
Im Jahr 2005 erhielt das Unternehmen den Negativpreis Big Brother Award in der Kategorie „Volkswahl“ wegen „populistischer“ Überwachungspolitik mit Kameraüberwachung. Die Überwachungskameras entsprechen jedoch den gesetzlichen Bestimmungen.